# 庆和烟草足球俱乐部
庆和烟草足球俱乐部，越南南部芽庄市的一个足球俱乐部，成立于1976年。现参加越南足球超级联赛，主场位于芽庄体育场。球队得名于越南庆和烟草公司。

## 荣誉
越南足球甲级联赛:
- 冠军1): 2005

越南足球乙级联赛:
- 冠军(1): 2004